# Joy Adamson
Joy Adamson, właśc. Friederike Viktoria Gessner (ur. 20 stycznia 1910 w Opawie, zamordowana 3 stycznia 1980 w Parku Narodowym Shaba w Kenii) – brytyjska przyrodniczka, rysowniczka i pisarka pochodzenia austriackiego.

## Życiorys
Urodziła się jako Friederike Viktoria Gessner w Opawie (Toppau), jako córka urzędnika państwowego Victora Gessnera i Traute Greipel. Jej rodzinny dom znajdował się przy ul. Na Rybníčku 48, gdzie jest obecnie umieszczona płyta pomnikowa. Dzieciństwo spędziła w Opawie.
W latach 1922–1923 przebywała wraz z matką w Wiedniu, gdzie studiowała malarstwo. Przed swoim pierwszym małżeństwem, z urzędnikiem firmy samochodowej Viktorem von Klarwillem w 1935 r., Adamson studiowała grę na fortepianie i uczęszczała na kursy innych sztuk, w tym rzeźby. Swoją pierwszą podróż do Kenii odbyła w 1936 r., aby zbadać ten kraj jako możliwy nowy dom dla siebie i jej męża, którego żydowskie pochodzenie sprawiło, że chciał opuścić Austrię zajętą w tym czasie przez nazistów. Podczas tej podróży związała się z Peterem Ballym, szwajcarskim botanikiem, którego poślubiła w 1938 r., po rozwodzie z von Klarwill w 1937 roku.
W 1938 r. wyjechała do Afryki. Jej rysunki mieszkańców tego kontynentu, kwiatów i zwierząt są wystawiane w muzeach. W Afryce, wraz z mężem George’em Adamsonem (1906–1989) wsławiła się przywracaniem do życia w naturalnych warunkach zwierząt urodzonych w niewoli.
Autorka wielu książek, przełożonych na 33 języki, na ich podstawie powstał też film Elza z afrykańskiego buszu (1966). W Polsce ukazały się:
- Moja lwia rodzina (wybór z Born Free, Living Free, Forever Free, tłum. Józef Giebułtowicz, Iskry 1965, 1967, seria: „Naokoło świata” 1975 – edycja dwutomowa)
- Elza z afrykańskiego buszu (tłum. Józef Giebułtowicz, Muza SA 1996, seria: „Dookoła świata”, ISBN 83-7079-608-7)

## Twórczość
- Born Free: A Lioness of Two Worlds (1960, ISBN 1-56849-551-X)
- Living Free: The Story of Elsa and her Cubs (1966, ISBN 0-00-637588-X)
- Forever Free: Elsa's Pride (1964, ISBN 0-00-632885-7)
- The Spotted Sphinx (1969, ISBN 0-15-184795-9)
- Pippa: The Cheetah and her Cubs (1970, ISBN 0-15-262125-3)
- Joy Adamson's Africa (1972, ISBN 0-15-146480-4)
- Pippa's Challenge (1972, ISBN 0-15-171980-2)
- Peoples of Kenya (1975, ISBN 0-15-171681-1)
- The Searching Spirit: An Autobiography (1978, ISBN 0-00-216035-8)
- Queen of Shaba: The Story of an African Leopard (1980, ISBN 0-00-272617-3)
- Friends from the Forest (1980, ISBN 0-15-133645-8)